# Parakoimomenos

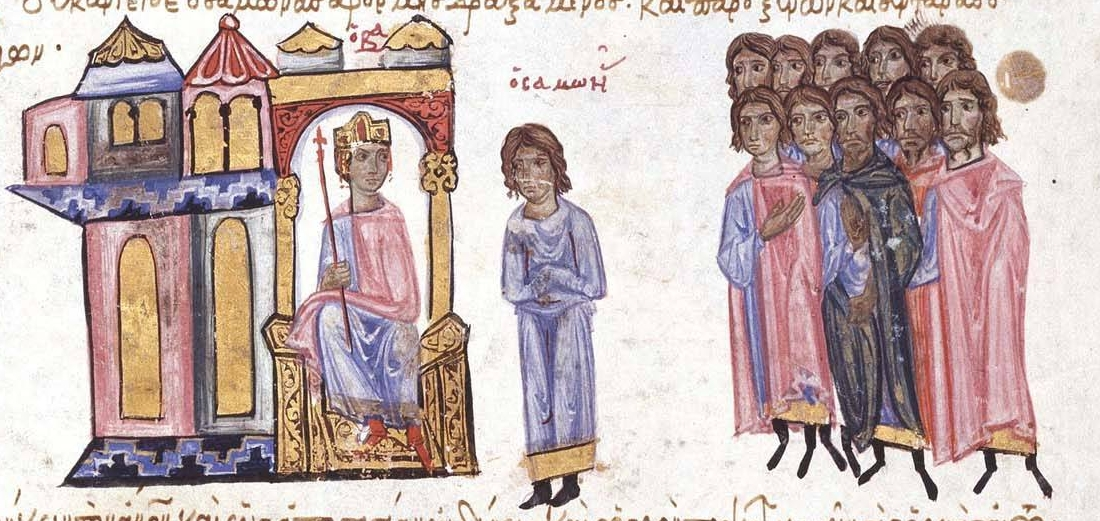
Der Parakoimomenos Samonas (* 875; † um 908) vor Kaiser Leo VI., 13. Jahrhundert

Parakoimomenos (παρακοιμώμενος / parakoimṓmenos = enger Vertrauter des Kaisers, wörtlich, der, der neben [dem Zimmer des Kaisers] schläft) ist der Titel eines hohen Beamten im Byzantinischen Reich. Das Amt, das in der Regel von einem Eunuchen bekleidet wurde, war das höchste und einflussreichste, das von einem Eunuchen vom 9. bis ins 11. Jahrhundert erreicht werden konnte.